# Forges et chantiers de la Méditerranée
Les Forges et Chantiers de la Méditerranée também conhecida como Société nouvelle des forges et chantiers de la Méditerranée (FCM) foi uma empresa de construção naval francesa localizada em La Seyne-sur-Mer.

## História

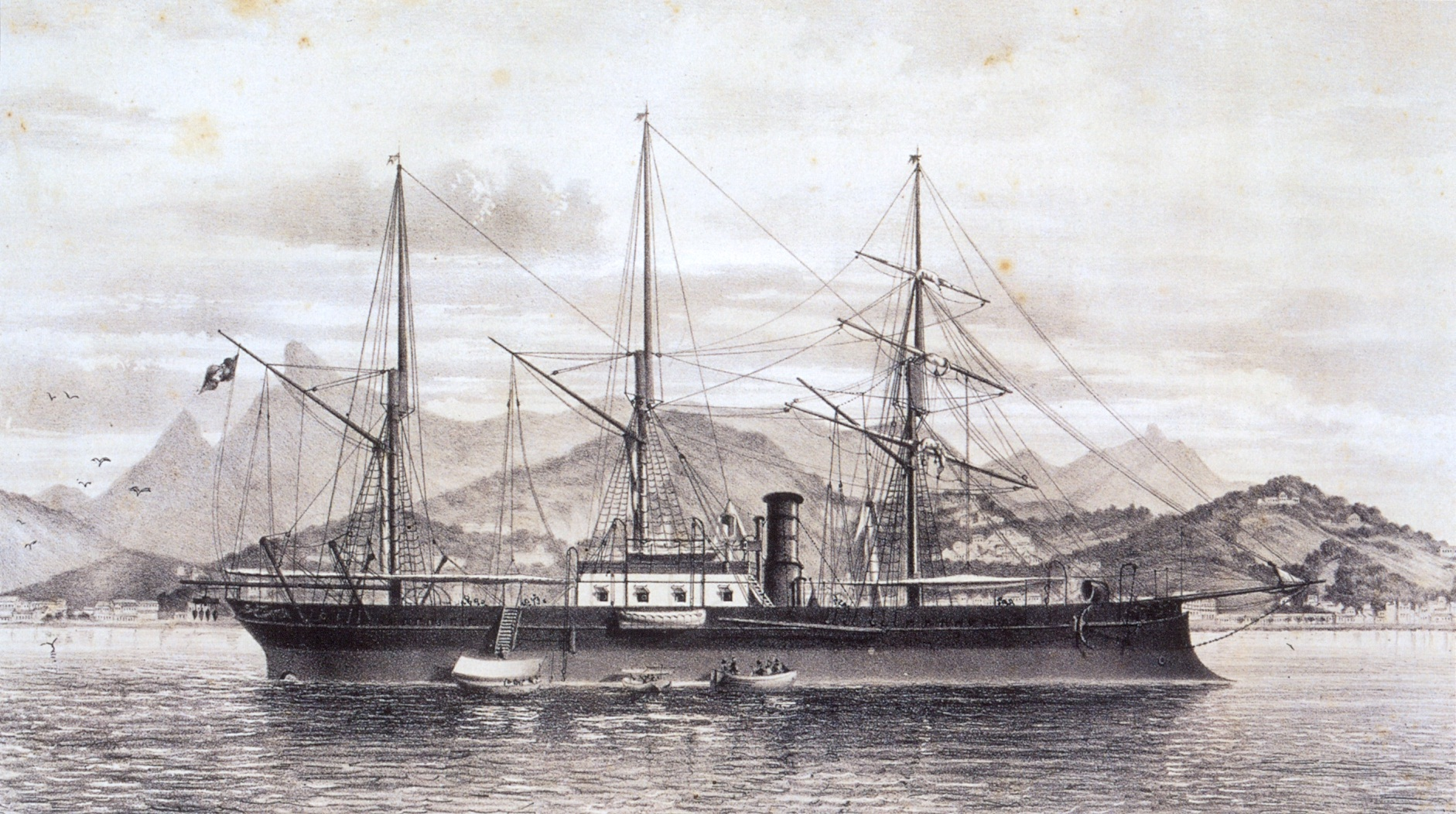
Corveta Brasil.

A Société des Forges et Chantiers de la Méditerranée foi fundada em 1853 por Philip Taylor e posteriormente incorporada em 1856 na recém-criada sociedade anônima Société Nouvelle des Forges et Chantiers de la Méditerranée fundada por Armand Béhic. A empresa manteve estaleiros em La Seyne-sur-Mer, perto de Toulon, e em Graville, agora parte de Le Havre. Após o processo de falência em 1966, a empresa foi absorvida pela Constructions industrielles de la Méditerranée.

## Carros de combate
A empresa também produziu tanques de guerra antes da Segunda Guerra Mundial, entre outros modelos o Char 2C e FCM 36. 

## Navios

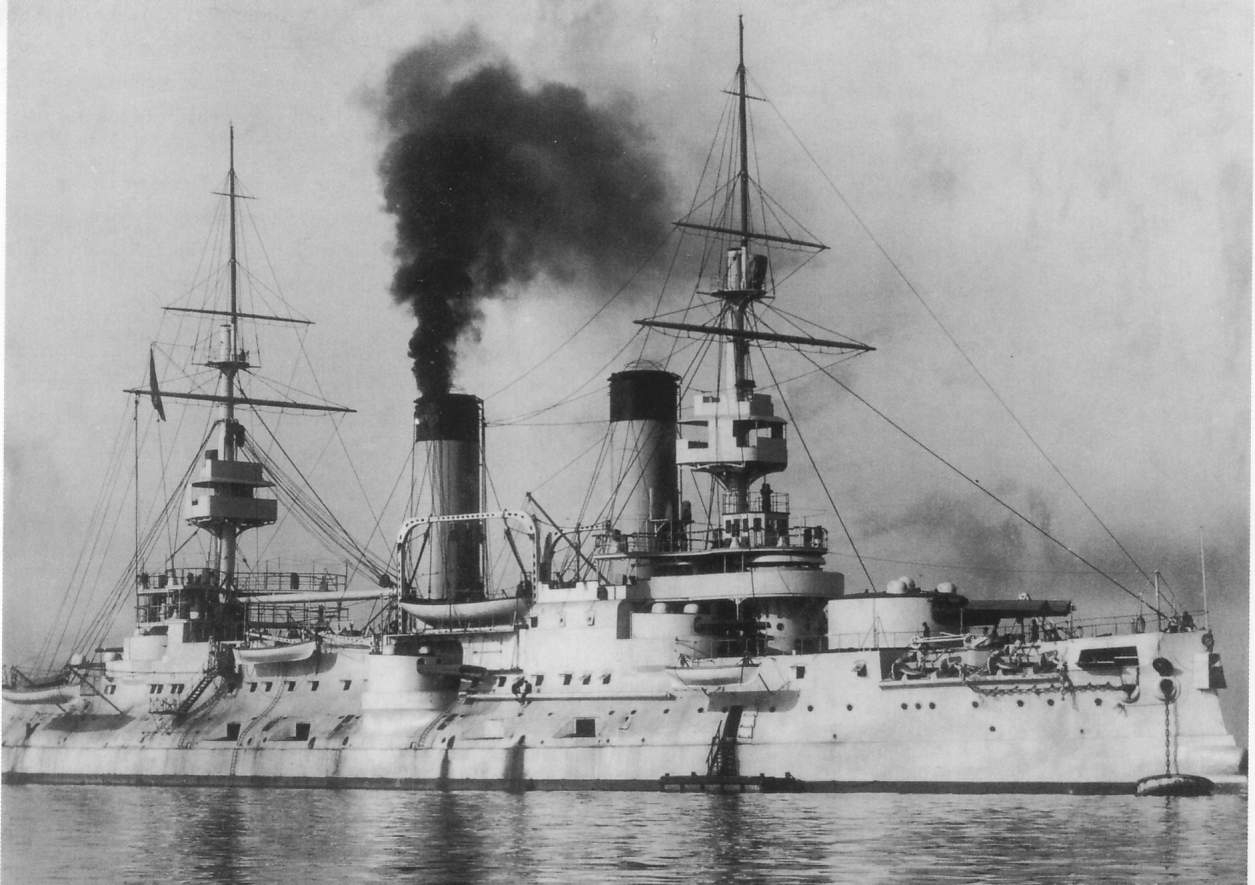
Encouraçado Tsesarevich.

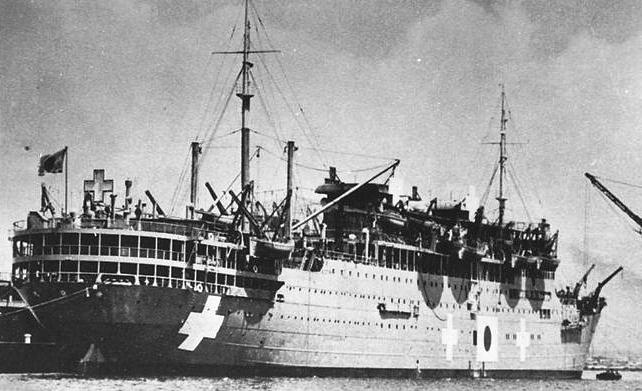
Teia Maru.

Alguns navios construídos pela Forges et chantiers de la Méditerranée:
- Corveta Brasil, Armada Imperial Brasileira
- Monitor Javari, Armada Imperial Brasileira
- Monitor Solimões, Armada Imperial Brasileira
- Encouraçado Deodoro, Marinha do Brasil
- Encouraçado Floriano, Marinha do Brasil
- Encouraçado Tsesarevich, Marinha Imperial Russa
- SS La Bourgogne, navio de passageiro da Compagnie Générale Transatlantique
- SS La Gascogne, Compagnie Générale Transatlantique
- Encouraçado Paris, Marinha Nacional Francesa
- Teia Maru, navio-hospital da Marinha Imperial Japonesa